# Nejužitečnější hráč (ELH)
Nejužitečnější hráč bylo ocenění pro nejužitečnějšího hokejistu sezóny české hokejové extraligy. Toto ocenění uděloval týdeník Hokej a trofej byla udělována od sezóny 1994/95 do sezóny 1998/99. V sezoně 1995/96 se neudělovala.

## Držitelé
| Sezóna    | Hráč             | Tým                 |
| --------- | ---------------- | ------------------- |
| 1994/1995 | Martin Procházka | HC Kladno           |
| 1995/1996 | cena neudělena   | cena neudělena      |
| 1996/1997 | Ondřej Kratěna   | HC Petra Vsetín     |
| 1997/1998 | Tomáš Martinec   | HC IPB Pardubice    |
| 1998/1999 | Richard Král     | HC Železárny Třinec |